# Techniques d'Avant Garde

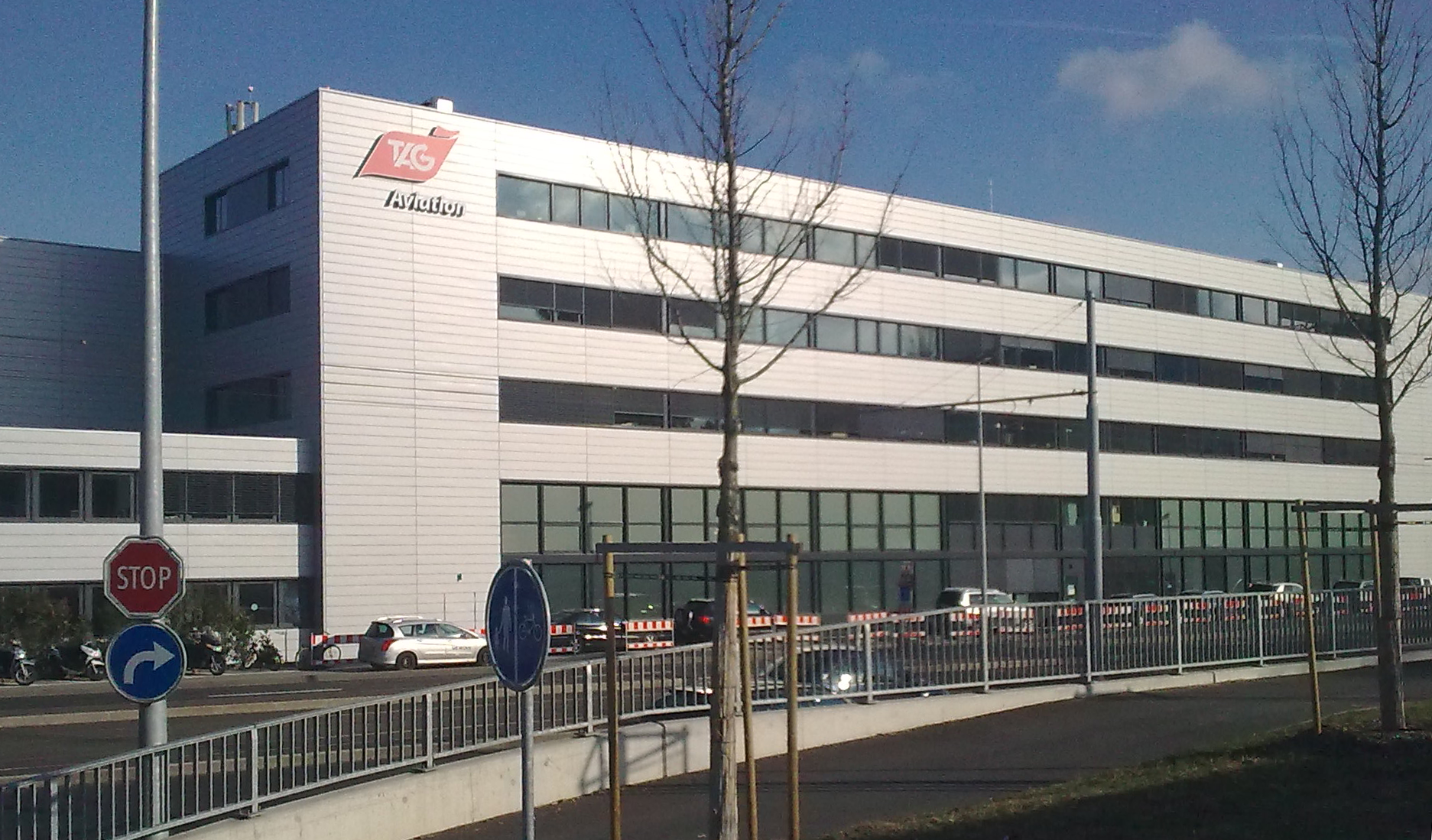
Oficinas de TAG en Meyrin, en la ciudad de Ginebra

Techniques d'Avant Garde o TAG Group (Holdings) SA es un holding privado con base en Luxemburgo. Es un fabricante de componentes de alta tecnología dirigido por Mansour Ojjeh, hijo del fundador del Grupo TAG Akram Ojjeh.

## Historia
La compañía TAG fue fundada en 1975.
En 1985 se unen con la empresa Heuer para crear TAG Heuer como empresa subsidiaria, y que se enfoca en la producción de relojes deportivos y cronografos para competiciones.
TAG Aviation es otra de las subsidiarias que se encarga de proveer servicios relacionados con el transporte aéreo privado y administración de aeronaves, incluyendo compras, ventas y mantenimiento. Esta empresa tiene sedes en Europa y Norteamérica.

## Aviación

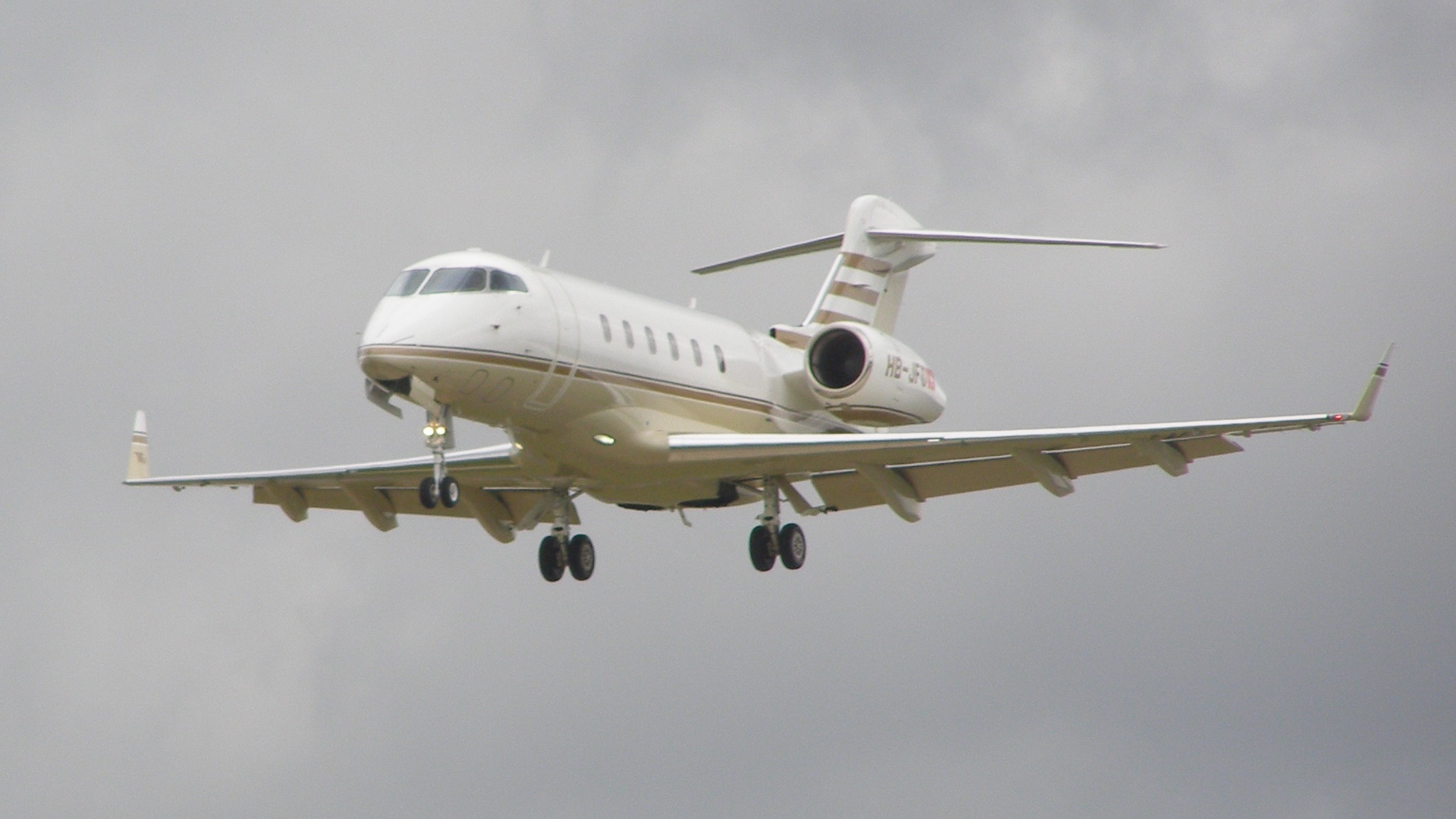
TAG Aviation Bombardier Challenger 300

TAG Aeronautics es un distribuidor de la compañía "Bombardier" del medio este.
Basado en Ginebra, Suiza, TAG Aviation es un proveedor de servicios aéreos para empresarios, manejo de aeronaves, mantenimiento, ventas y compras. TAG Aviaton USA, Inc es una compañía aérea localizada en San Francisco.
TAG Farnborough Airport Ltd. es un subsidiario de TAG Aviation que maneja el aeropuerto Farnborough en el oeste de Londres en el Reino Unido. La propiedad fue comprada por el Ministerio de Defensa del Reino Unido en 2007 tras el anterior acuerdo de arrendamiento firmado en 1999.

## Fórmula 1

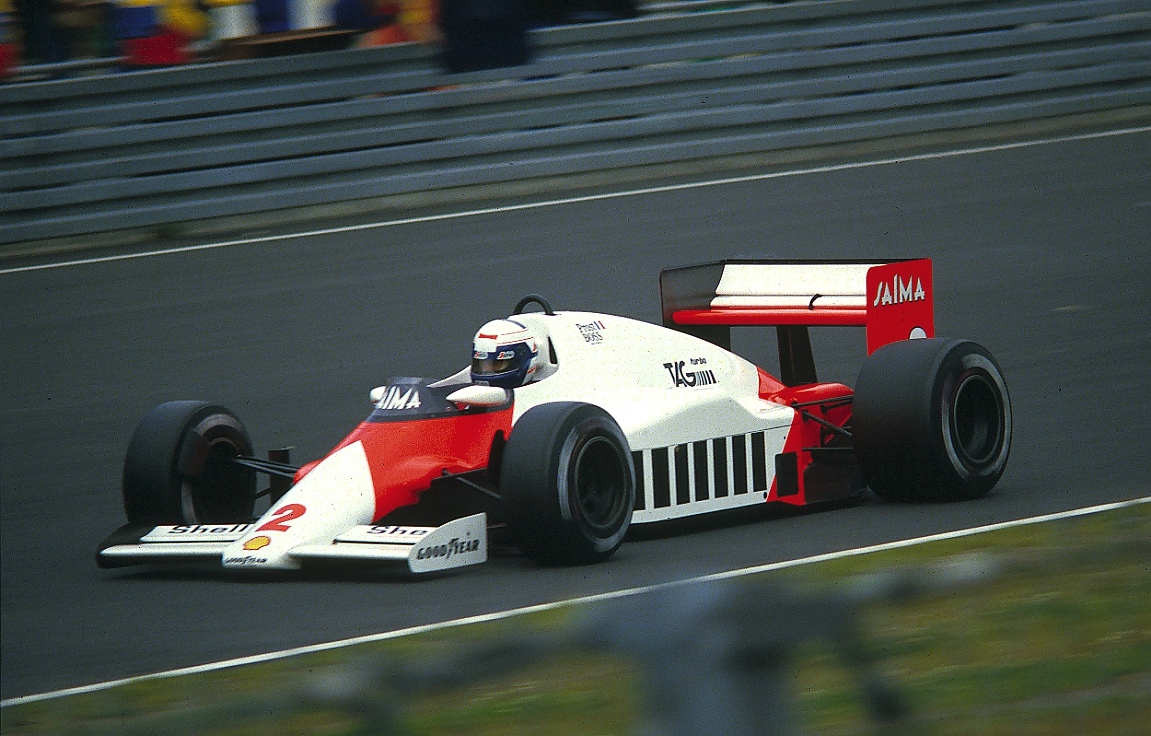
Alain Prost en el MP4-2B con motor TAG, en 1985.

De la mano de los equipos Williams y McLaren de Fórmula 1, la compañía se hizo famosa en todo el mundo. Por parte de Williams, era el patrocinador principal, junto con otras empresas de origen árabe, y a McLaren le fabricaba los motores «TAG Turbo Engines» (junto a Porsche), por lo tanto, a mediados de la década de 1980, se podía distinguir el nombre de McLaren-TAG, pero más tarde el equipo comenzaría a utilizar motores Honda con la llegada de Ayrton Senna.

## Resultados

### Fórmula 1
(Clave) (negrita indica pole position) (cursiva indica vuelta rápida)

| Año         | Equipo                         | Chasis         | Motor                          | Neu. | N.º | Pilotos          | 1   | 2   | 3   | 4   | 5   | 6   | 7   | 8   | 9   | 10  | 11  | 12  | 13  | 14  | 15  | 16  | Puntos | Pos. |
| ----------- | ------------------------------ | -------------- | ------------------------------ | ---- | --- | ---------------- | --- | --- | --- | --- | --- | --- | --- | --- | --- | --- | --- | --- | --- | --- | --- | --- | ------ | ---- |
| 1983        | Marlboro McLaren International | McLaren MP4/1E | TAG (Porsche) TTE PO1 1.5 V6 t | M    |     |                  | BRA | USW | FRA | SMR | MON | BEL | USE | CAN | GBR | GER | AUT | NED | ITA | EUR | RSA |     | 0      | NC   |
| 1983        | Marlboro McLaren International | McLaren MP4/1E | TAG (Porsche) TTE PO1 1.5 V6 t | M    | 7   | John Watson      |     |     |     |     |     |     |     |     |     |     |     |     | Ret | Ret | DSQ |     | 0      | NC   |
| 1983        | Marlboro McLaren International | McLaren MP4/1E | TAG (Porsche) TTE PO1 1.5 V6 t | M    | 8   | Niki Lauda       |     |     |     |     |     |     |     |     |     |     |     | Ret | Ret | Ret | 11† |     | 0      | NC   |
| 1984        | Marlboro McLaren International | McLaren MP4/2  | TAG (Porsche) TTE PO1 1.5 V6 t | M    |     |                  | BRA | RSA | BEL | SMR | FRA | MON | CAN | USE | USW | GBR | GER | AUT | NED | ITA | EUR | POR | 143.5  | 1º   |
| 1984        | Marlboro McLaren International | McLaren MP4/2  | TAG (Porsche) TTE PO1 1.5 V6 t | M    | 7   | Alain Prost      | 1   | 2   | Ret | 1   | 7   | 1~  | 3   | 4   | Ret | Ret | 1   | Ret | 1   | Ret | 1   | 1   | 143.5  | 1º   |
| 1984        | Marlboro McLaren International | McLaren MP4/2  | TAG (Porsche) TTE PO1 1.5 V6 t | M    | 8   | Niki Lauda       | Ret | 1   | Ret | Ret | 1   | Ret | 2   | Ret | Ret | 1   | 2   | 1   | 2   | 1   | 4   | 2   | 143.5  | 1º   |
| 1984        | Marlboro McLaren International | McLaren MP4/2  | TAG (Porsche) TTE PO1 1.5 V6 t | M    | 32  | Stefan Bellof    |     |     |     |     |     |     |     |     |     |     |     |     |     |     |     | DNP | 143.5  | 1º   |
| 1985        | Marlboro McLaren International | McLaren MP4/2B | TAG (Porsche) TTE PO1 1.5 V6 t | G    |     |                  | BRA | POR | SMR | MON | CAN | USE | FRA | GBR | GER | AUT | NED | ITA | BEL | EUR | RSA | AUS | 90     | 1º   |
| 1985        | Marlboro McLaren International | McLaren MP4/2B | TAG (Porsche) TTE PO1 1.5 V6 t | G    | 1   | Niki Lauda       | Ret | Ret | 4   | Ret | Ret | Ret | Ret | Ret | 5   | Ret | 1   | Ret | DNS |     | Ret | Ret | 90     | 1º   |
| 1985        | Marlboro McLaren International | McLaren MP4/2B | TAG (Porsche) TTE PO1 1.5 V6 t | G    | 1   | John Watson      |     |     |     |     |     |     |     |     |     |     |     |     |     | 7   |     |     | 90     | 1º   |
| 1985        | Marlboro McLaren International | McLaren MP4/2B | TAG (Porsche) TTE PO1 1.5 V6 t | G    | 2   | Alain Prost      | 1   | Ret | DSQ | 1   | 3   | Ret | 3   | 1   | 2   | 1   | 2   | 1   | 3   | 4   | 3   | Ret | 90     | 1º   |
| 1986        | Marlboro McLaren International | McLaren MP4/2C | TAG (Porsche) TTE PO1 1.5 V6 t | G    |     |                  | BRA | ESP | SMR | MON | BEL | CAN | USA | FRA | GBR | GER | HUN | AUT | ITA | POR | MEX | AUS | 96     | 2º   |
| 1986        | Marlboro McLaren International | McLaren MP4/2C | TAG (Porsche) TTE PO1 1.5 V6 t | G    | 1   | Alain Prost      | Ret | 3   | 1   | 1   | 6   | 2   | 3   | 2   | 3   | 6†  | Ret | 1   | DSQ | 2   | 2   | 1   | 96     | 2º   |
| 1986        | Marlboro McLaren International | McLaren MP4/2C | TAG (Porsche) TTE PO1 1.5 V6 t | G    | 2   | Keke Rosberg     | Ret | 4   | 5†  | 2   | Ret | 4   | Ret | 4   | Ret | 5†  | Ret | 9†  | 4   | Ret | Ret | Ret | 96     | 2º   |
| 1987        | Marlboro McLaren International | McLaren MP4/3  | TAG (Porsche) TTE PO1 1.5 V6 t | G    |     |                  | BRA | SMR | BEL | MON | USA | FRA | GBR | GER | HUN | AUT | ITA | POR | ESP | MEX | JPN | AUS | 76     | 2º   |
| 1987        | Marlboro McLaren International | McLaren MP4/3  | TAG (Porsche) TTE PO1 1.5 V6 t | G    | 1   | Alain Prost      | 1   | Ret | 1   | 9†  | 3   | 3   | Ret | 7†  | 3   | 6   | 15  | 1   | 2   | Ret | 7   | Ret | 76     | 2º   |
| 1987        | Marlboro McLaren International | McLaren MP4/3  | TAG (Porsche) TTE PO1 1.5 V6 t | G    | 2   | Stefan Johansson | 3   | 4   | 2   | Ret | 7   | 8   | Ret | 2   | Ret | 7   | 6   | 5   | 3   | Ret | 3   | Ret | 76     | 2º   |
| Referencia: |                                |                |                                |      |     |                  |     |     |     |     |     |     |     |     |     |     |     |     |     |     |     |     |        |      |